# علایی
علایی یا علائی یک نام خانوادگی است. افراد شاخص با این نام از این قرارند:
- احمد میر علایی، مترجم اهل ایران
- آرش علایی، فعال پیشگیری از ایدز اهل ایران
- اسماء علایی، محدث اهل شام
- حسین علایی، فرمانده سابق سپاه پاسداران
- سیروس علائی، نویسنده و پژوهشگر ایرانی
- کامیار علایی، کارشناس بهداشت اهل ایران
- محمود علایی طالقانی، روحانی شیعه ایرانی
- مشیت علایی، شاعر و نویسنده ایرانی
- وحیده علایی طالقانی، نمایندهٔ حوزهٔ انتخابیهٔ تهران